# Jovan Kršić
Jovan Kršić (18. ledna 1898 Sarajevo – 24. července 1941, okolí Sarajeva) byl bosenskohercegovský literární kritik, kulturní historik, překladatel, hlavně z češtiny, a publicista srbského původu.

## Život
V letech 1919–1923 studoval na pražské Karlově univerzitě slovanskou filologii, moderní literatury a filozofii. Po získání doktorátu filozofie setrval v letech 1923–1924 jako stipendista československé vlády v ČSR za účelem studia české a slovenské literatury. Po návratu do Bosny a Hercegoviny působil jako středoškolský profesor a soustavně se věnoval literární historii.
Své studie, články, literární a divadelní recenze uveřejňoval jak v jihoslovanských, tak v českých literárních a vědeckých časopisech i v denním tisku (České slovo, Československá republika, Čas, Časopis pro moderní filologii a literatury, Studentská revue, Slavia, Národní osvobození, Rozpravy Aventina, Časopis Národního musea, Lidové noviny, Literární noviny, Panorama, Česká mysl aj.).
Společně se sarajevským Čechem, učitelem Ludvíkem Jarošem, napsal první učebnici češtiny vydanou v Bosně a Hercegovině. Záslužné jsou jeho překlady z češtiny (básnická antologie Moderna češka lirika, Bělehrad 1930, obsahující ukázky z poezie dvaadvaceti českých básníků od Sovy, Březiny a Machara po Seiferta, Nezvala a Závadu, Masarykova Světová revoluce, Havlíčkův Křest svatého Vladimíra, divadelní hry Františka Langra Velbloud uchem jehly a Viktora Dyka Znoudření Dona Quijota.
Jako levicově orientovaný bosenskohercegovský intelektuál se po rozpadu Jugoslávie v roce 1941 stal jednou z prvních obětí ustašovského teroru. Byl popraven v okolí Sarajeva.

## Dílo
- Moderní lyrika jihoslovanská, její vývoj, tendence, předchůdcové a hlavní představitelé, 1923
- Kršić, Jovan: Sabrana djela. 1–4. Sarajevo 1979